# القرن الأول بعد بياتريس
القرن الأول بعد بياتريس (بالفرنسية: Le Premier siècle après Béatrice) هي رواية للكاتب الفرنسي اللبناني أمين معلوف كتبها عام 1992. تدور أحداث الرواية في المستقبل القريب، حيث تعمل شركة أدوية على تسويق دواء يمكّن الأهل من اختيار إنجاب أولاد فقط، وذلك تحت غطاء العلاج الشعبي التقليدي. تروى القصة من وجهة نظر عالم حشرات. حيث أن العواقب الوخيمة للتحكم في نسب المواليد الإناث والذكور هو ضرب من تأثير المخدرات وعليه يفكر هذا العالم في الانتقال وتوثيق الحدث لتنظيم مجموعة من العلماء الذين يحسبون حساب الكارثة.
كتب جون تاغ من صحيفة ذي إندبندنت: «على الرغم من أن صورة المستقبل التي رسمها معلوف ليست سعيدة إلا أنها لن تكون نذيراً. لكن القراءة كانت ممتعة. وهذا سبب يدعو للتفاؤل بحد ذاته. إذا أراد أحدهم أن يروي قصة عن نهاية العالم، يمكن استخلاص بعض الراحة من حقيقة أن القصى تروى بصوت صافٍ وممتع كأمين معلوف».